# Grünow (Meclemburgo-Pomerânia Ocidental)
Grünow é um município da Alemanha, situado no distrito do Planalto Lacustre de Meclemburgo, no estado de Meclemburgo-Pomerânia Ocidental. Tem 23,19 km² de área, e sua população em 2019 foi estimada em 292 habitantes.